# Světový pohár v biatlonu 2019/2020 – Holmenkollen
Závěrečný 9. podnik Světového poháru v biatlonu v sezóně 2019/20 se měl konat od 20. do 22. března 2020  na biatlonovém stadionu Holmenkollen v norském Oslu. Těsně před zahájením předcházejícího podniku ve finském Kontiolahti však Mezinárodní biatlonová unie oznámila, že z důvodů šíření pandemie covidu-19 a podle rozhodnutí radnice města Oslo se všechny závody na Holmenkollenu ruší.

## Původní program závodů
Oficiální program:
| Datum      | Disciplína                       | Začátek (SEČ) | Počet závodníků |
| ---------- | -------------------------------- | ------------- | --------------- |
| 20. března | Sprint (muži)                    | 13:15         | ×               |
| 20. března | Sprint (ženy)                    | 16:30         | ×               |
| 21. března | Stíhací závod (muži)             | 14:00         | ×               |
| 21. března | Stíhací závod (ženy)             | 16:45         | ×               |
| 22. března | Závod s hromadným startem (muži) | 14:15         | ×               |
| 22. března | Závod s hromadným startem (ženy) | 16:00         | ×               |